# 113-й гвардейский истребительный авиационный полк
113-й гвардейский истребительный авиационный Карпатский ордена Суворова полк (113-й гв. иап) — воинская часть Военно-воздушных сил (ВВС) Вооружённых Сил РККА, принимавшая участие в боевых действиях Великой Отечественной войны.

## Наименования полка
За весь период своего существования полк несколько раз менял своё наименование:
- 437-й истребительный авиационный полк;
- 113-й гвардейский истребительный авиационный полк;
- 113-й гвардейский Карпатский истребительный авиационный полк;
- 113-й гвардейский Карпатский ордена Суворова III степени истребительный авиационный полк;
- 392-й гвардейский Карпатский ордена Суворова III степени зенитный ракетный полк ПВО;
- Полевая почта 36703.

## Создание полка
113-й гвардейский истребительный авиационный полк образован 24 августа 1943 года путём переименования 437-го истребительного авиационного полка в гвардейский за образцовое выполнение боевых задач и проявленные при этом мужество и героизм на основании Приказа НКО СССР.

## В действующей армии
В составе действующей армии:
- с 24 августа 1943 года по 11 мая 1945 года, всего 626 дней.

## Командиры полка
- майор, подполковник Хвостиков Максим Семёнович[3], 10.08.1941 — 24.06.1943
- майор Никифоров Борис Николаевич[3], 20.07.1943 — 02.10.1943
- майор, подполковник Чертов Сергей Иванович[3], 09.10.1943 — 10.1946

## В составе соединений и объединений
| Период        | Фронт (округ)               | армия                   | корпус                                 | дивизия                                             | примечание                                                   |
| ------------- | --------------------------- | ----------------------- | -------------------------------------- | --------------------------------------------------- | ------------------------------------------------------------ |
| 24.08.1943 г. | Воронежский фронт           | 2-я воздушная армия     | 10-й истребительный авиационный корпус | 10-я гвардейская истребительная авиационная дивизия | Ла-5                                                         |
| 20.10.1943 г. | 1-й Украинский фронт        | 2-я воздушная армия     | 10-й истребительный авиационный корпус | 10-я гвардейская истребительная авиационная дивизия | Ла-5                                                         |
| 05.08.1944 г. | 4-й Украинский фронт        | 8-я воздушная армия     | 10-й истребительный авиационный корпус | 10-я гвардейская истребительная авиационная дивизия | Ла-5                                                         |
| 01.03.1945 г. | 4-й Украинский фронт        | 8-я воздушная армия     | 10-й истребительный авиационный корпус | 10-я гвардейская истребительная авиационная дивизия | Ла-7                                                         |
| 08.05.1946 г. | Прикарпатский военный округ | 14-я воздушная армия    | 10-й истребительный авиационный корпус | 10-я гвардейская истребительная авиационная дивизия | Ла-7                                                         |
| 07.09.1946 г. | Прикарпатский военный округ | 14-я воздушная армия    | 10-й истребительный авиационный корпус | 10-я гвардейская истребительная авиационная дивизия | Ла-7                                                         |
| 01.04.1948 г. | Прикарпатский военный округ | 14-я воздушная армия    | 10-й истребительный авиационный корпус | 10-я гвардейская истребительная авиационная дивизия | Ла-11, переучивание в г. Луцк                                |
| 10.01.1949 г. | Прикарпатский военный округ | 57-я воздушная армия    | 52-й истребительный авиационный корпус | 10-я гвардейская истребительная авиационная дивизия | Стрый, Ла-11                                                 |
| 15.10.1952 г. | Центральная группа войск    | 59-я воздушная армия    |                                        | 10-я гвардейская истребительная авиационная дивизия | Ла-11, Парндорф, Австрия                                     |
| 19.08.1955 г. | Киевский военный округ      | 69-я воздушная армия    |                                        | 10-я гвардейская истребительная авиационная дивизия | МиГ-15, МиГ-17                                               |
| 28.02.1959 г. | Киевский военный округ      | 69-я воздушная армия    |                                        | 138-я истребительная авиационная дивизия            | МиГ-17                                                       |
| 01.04.1960 г. | Киевский округ ПВО          | 8-я отдельная армия ПВО |                                        | 19-я дивизия ПВО                                    | передан в ПВО, МиГ-17                                        |
| 01.07.1961 г. | Киевский округ ПВО          | 8-я отдельная армия ПВО |                                        | 19-я дивизия ПВО                                    | переформирован в 392-й гвардейский зенитно-ракетный полк ПВО |

## Участие в операциях и битвах
| И-153 |  | Як-3 |

- Курская битва[4] — с 21 июля 1943 года по 23 августа 1943 года
- Изюм-Барвенковская наступательная операция — с 21 июля 1943 года по 27 июля 1943 года
- Белгородско-Харьковская операция[4]- с 3 августа 1943 года по 23 августа 1943 года
- Донбасская операция — в период с 13 августа 1943 года по 22 сентября 1943 года
- Днепровская воздушно-десантная операция — в период с 23 сентября 1943 года по 13 ноября 1943 года
- Запорожская операция — в период с 10 октября 1943 года по 14 октября 1943 года
- Киевская операция — в период с 3 ноября 1943 года по 22 декабря 1943 года
- Корсунь-Шевченковская операция[4] — в период с 24 января 1944 года по 17 февраля 1944 года
- Никопольско-Криворожская наступательная операция — в период с 30 января 1944 года по 29 февраля 1944 года
- Проскуровско-Черновицкая наступательная операция[4] — в период с 4 марта 1944 года по 17 апреля 1944 года
- Одесская наступательная операция — в период с 26 марта 1944 года по 14 апреля 1944 года
- Львовско-Сандомирская операция[4] — в период с 13 июля 1944 года по 29 августа 1944 года
- Ясско-Кишинёвская операция — в период с 20 августа 1944 года по 29 августа 1944 года
- Карпатско-Дуклинская операция — в период с 8 сентября 1944 года по 28 октября 1944 года
- Восточно-Карпатская операция[4] — в период с 8 сентября 1944 года по 28 октября 1944 года
- Западно-Карпатская операция[4] — в период с 12 января 1945 года по 18 февраля 1945 года
- Моравско-Остравская наступательная операция[4] — в период с 10 марта 1945 года по 5 мая 1945 года
- Пражская операция[4] — в период с 6 мая 1945 года по 11 мая 1945 года

## Почётные наименования
За отличие в боях за преодоление Карпат 113-му гвардейскому истребительному авиационному полку 31 октября 1944 года присвоено почётное наименование «Карпатский»

## Награды
За образцовое выполнение боевых заданий командования при овладении городом Оломоуц и проявленные при этом доблесть и мужество 113-й гвардейский истребительный авиационный полк 04 июня 1945 года Указом Президиума Верховного Совета СССР награждён орденом Суворова III степени.

## Благодарности Верховного Главнокомандующего

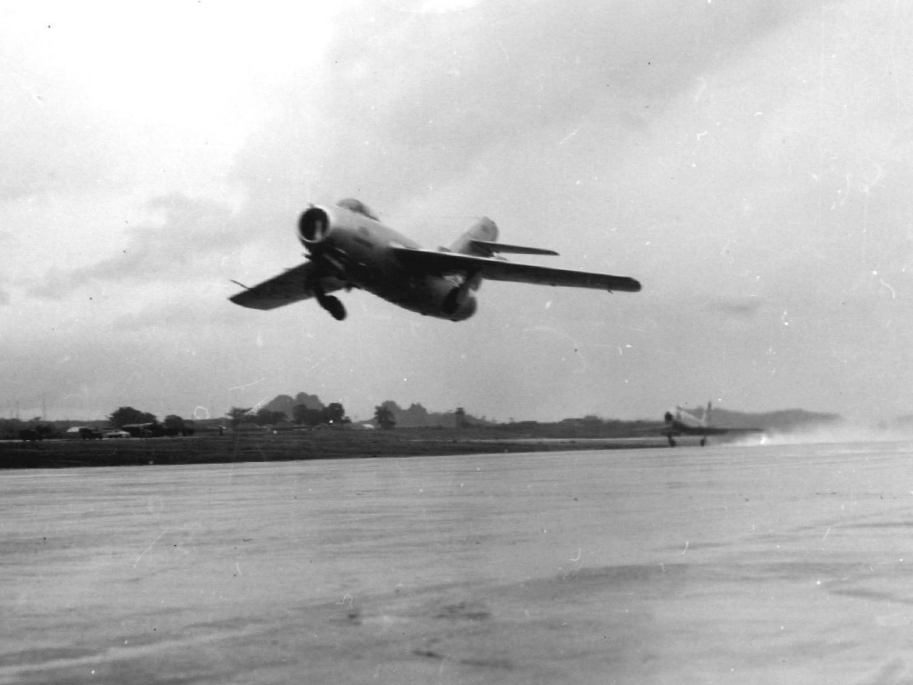
МиГ-15

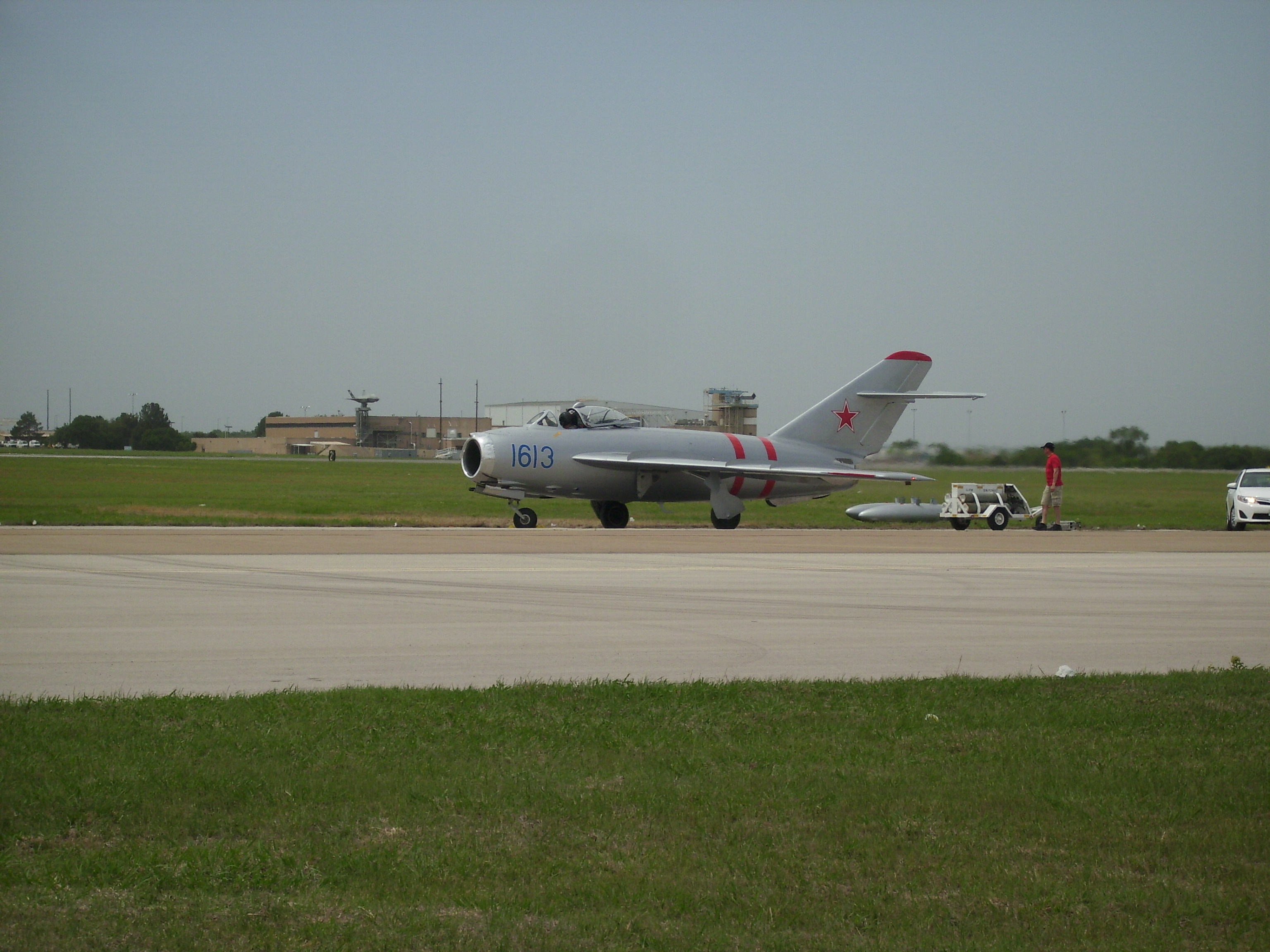
МиГ-17

Верховным Главнокомандующим дивизии объявлены благодарности:
- За овладение столицей Украины городом Киев[6]
- За овладение городами Чехословакии Керешмэзе (Ясина), Рахов и крупными населёнными пунктами Чертижне, Белька, Поляна, Руске, Льгота, Ужок, Нижни Верецки, Заломиска, Пилипец, Голятин, Торуна, Надбочко и в Северной Трансильвании городом Сигет[7]
- За овладение городами Ясло и Горлице[8]
- За овладение городом Попрад[9]
- За овладение овладение городом Бельско[10]
- За овладение городом Опава[11]
- За овладение городами Моравска-Острава, Жилина[12]
- За овладение городом Оломоуц[13]

## Герои Советского Союза и России
- Балясников Алексей Иванович, капитан, командир эскадрильи 437-го истребительного авиационного полка, представлен к званию Героя Советского Союза в составе 181-го гвардейского истребительного полка 15-й гвардейской истребительной авиационной дивизии 10-го истребительного авиационного корпуса 8-й воздушной армии 23 февраля 1945 года удостоен звания Героя Советского Союза. Золотая Звезда № 7315
- Бойков Павел Михайлович, подполковник в отставке, бывший заместитель командира эскадрильи 113-го гвардейского истребительного полка 10-й гвардейской истребительной авиационной дивизии 10-го истребительного авиационного корпуса 8-й воздушной армии 21 сентября 1995 года удостоен звания Героя Российской Федерации. Золотая Звезда Героя России № н/д
- Дранищев Евгений Петрович, командир звена 437-го истребительного авиационного полка, представлен к званию Героя Советского Союза в составе 9-го гвардейского истребительного авиационного полка.
- Орлов Виктор Николаевич, капитан, штурман 113-го гвардейского истребительного полка 10-й гвардейской истребительной авиационной дивизии 10-го истребительного авиационного корпуса 2-й воздушной армии 28 сентября 1943 года удостоен звания Героя Советского Союза. Награду не получил в связи с гибелью. Навечно зачислен в списки полка.

## Статистика боевых действий
Всего за годы Великой Отечественной войны полком:
| Выполнено боевых вылетов | Сбито самолётов в воздухе | Уничтожено самолётов всего |
| ------------------------ | ------------------------- | -------------------------- |
| 7128                     | 214                       | 214                        |

Свои потери:
| Потеряно самолётов, всего | Погибло лётчиков всего |
| ------------------------- | ---------------------- |
| 152                       | 71                     |

## Базирование полка
- Бенешов, Чехословакия, 05.1945 — 08.1945
- Нестеров, Львовская область, 08.1945 — 10.1952
- Винер-Нойштадт, Австрия, 10.1952 — 08.1955
- Кременчуг, Полтавской области, 08.1955 — 07.1961

## Самолёты на вооружении
| Период      | Самолёты  |
| ----------- | --------- |
| 1941 — 1942 | ЛаГГ-3    |
| 1942 — 1945 | Ла-5      |
| 1945 — 1949 | Ла-7      |
| 1949 — 1952 | Ла-11     |
| 1952 — 1955 | МиГ-15бис |
| 1955 — 1961 | МиГ-17    |

## Переформирование полка
В связи с сокращением ВВС 113-й гвардейский истребительный авиационный Карпатский ордена Суворова полк 1 июля 1961 года переформирован в 392-й гвардейский зенитный ракетный Карпатский ордена Суворова полк ПВО.